# Número de Erdős

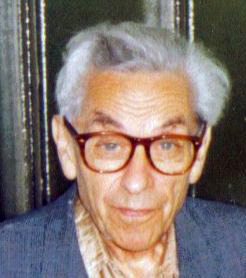
Paul Erdős

El número de Erdős es un modo de describir la distancia colaborativa, en lo relativo a trabajos matemáticos entre un autor y Erdős. El término fue acuñado en honor al matemático húngaro Paul Erdős, uno de los escritores más prolíficos en trabajos matemáticos.

## Definición

Si la mujer de rojo colabora directamente con Erdős en un trabajo, y luego el hombre de azul colabora con ella; entonces el hombre de azul tiene un número de Erdős con valor 2, y está "a dos pasos" de Paul Erdős (suponiendo que nunca ha colaborado directamente con este).

Para que a una persona se le pueda asignar un número Erdős, ésta debe de haber coescrito un trabajo matemático con un autor con un número Erdős finito. Paul Erdős tiene un número Erdős de cero. Si el número Erdős más bajo de un coautor es X, entonces el número Erdős del autor es X+1.
Erdős escribió cerca de 1500 artículos matemáticos, la mayoría de ellos en coautoría. Tuvo 509 colaboradores directos; éstas son las personas con un número Erdős de 1. La gente que hubo colaborado con ellos (pero no con Erdős mismo) tiene un número Erdős de 2 (6,984 personas), aquellas personas que han colaborado con gente que tiene un número Erdős de 2 (pero no con Erdős mismo, ni con alguien con un número Erdős de 1) tienen un número Erdős de 3, y así sucesivamente.
Una persona con ninguna conexión a la cadena de coautoría de Erdős tiene un número Erdős indefinido o infinito. Hay por supuesto, espacio para la ambigüedad acerca de lo que constituye un vínculo entre dos autores; según el sitio web del Proyecto de Número de Erdős dice: "Nuestro criterio para la inclusión de un rango entre vértices u y v es alguna investigación colaborativa entre ellos, teniendo como resultado un trabajo publicado. Cualquier número de co-autores adicionales es permitido", pero el Proyecto no incluye publicaciones cuya índole no sea de investigación, como libros de texto, obituarios y cosas por el estilo.
El número de Erdős fue definido por Casper Goffman, un analista matemático cuyo número de Erdős es 1. Goffman publicó sus observaciones en 1969 acerca de la prolífica colaboración de Erdős en un artículo titulado "¿Y cuál es tu número Erdős?".

## Impacto

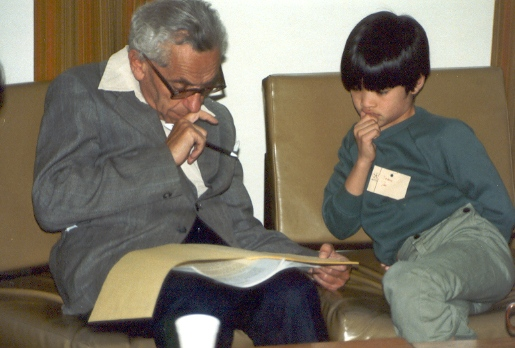
Paul Erdős y Terence Tao in 1985, en la Universidad de Adelaide. Terence tenía 10 años y eventualmente ganaría la medalla Fields en 2006.

Los números de Erdős han sido parte del folclore de los matemáticos del globo por muchos años. Entre todos los matemáticos activos de cambio de milenio que tienen un número Erdős finito, el rango de los números supera el 15, la mediana es 5 y la media es 4.65; y casi todas las personas con un número Erdős tienen un valor inferior a 8. Debido a la alta frecuencia de colaboración interdisciplinaria en la ciencia actual, muchas personas de diferentes campos de la ciencia tienen números de Erdős finitos. Por ejemplo, Steven Brams, un politólogo, tiene un número Erdős de 2. Por otra parte, en investigación biomédica  es común que expertos en estadística sean incluidos entre los autores de diversas publicaciones, y muchos de ellos — estadísticos — pueden ser conectados a Erdős vía John Tukey, quien tenía un número Erdős de 2. 
De forma similar, el famoso genetista Eric Lander y el matemático Daniel Kleitman han colaborado en varios trabajos, -Kleitman tiene un número de Erdős de 1- y gran parte de la comunidad genómica y genetista puede ser conectada a Erdős vía Lander y sus colaboradores. De acuerdo a Alex López-Ortiz , todos los laureados de las  medallas Fields y Nevanlinna durante los tres ciclos en 1986 a 1994 tienen un número Erdős máximo de 9.
La teoría generada por el número de Erdős, ha motivado investigaciones a algunas preguntas en la teoría de grafos moderna, por parte de investigadores como Jerry Grossman, Marc Lipman, y Eddie Cheng.
Martin Tompa propuso una versión de  grafo dirigido del problema del número de Erdős, orientando los ejes del grafo colaborativo del autor menor en orden alfabético al autor mayor en orden alfabético y definiendo el “número de Erdső monótono” de un autor como la distancia del camino “más largo” desde Erdős hacia el autor en este grafo dirigido. Tompa encontró un camino de longitud 12 de este tipo.
De forma similar, Michael Barr sugirió los “números Erdős racionales”, generalizando la idea de que a una persona que haya escrito p artículos conjuntos con Erdős se le debe de asignar un número de Erdős de 1/p. Del multígrafo colaborativo del segundo tipo se forma una red eléctrica con un resistor de un ohm en cada borde. La resistencia total entre dos nodos define cuan “cercanos”  se encuentran estos nodos.
Matemáticos anteriores publicaron menos artículos que los matemáticos modernos, y más aún, trabajos conjuntos eran más raros de lo que son ahora. La persona más temprana de que se tenga noticia que tiene un número de Erdős positivo es –dependiendo del estándar de la elegibilidad del artículo- Richard Dedekind (nacido en 1831, con un número Erdős de 7) o Georg Frobenius (nacido en 1849, con un número de Erdős de 3). Parece ser que figuras históricas anteriores, como Euler no tienen números de Erdős finitos.
La Asociación de Matemáticas de Estados Unidos (AMS) facilita una herramienta para el cálculo de un número de Erdős individual, aquí (se requiere una cuenta de la AMS).

## Fuera de las matemáticas

### Número de Bacon
El número de Bacon es una aplicación de la misma idea en la industria fílmica-  un cálculo que conecta actores que han aparecido junto al actor Kevin Bacon en alguna película.
Un número pequeño de personas están conectadas con Erdős y con Bacon, y tienen por lo tanto un número Erdős-Bacon. Un ejemplo, es la actriz Danica McKellar – que participó en la serie “Los años maravillosos”, quien cuenta con un número de Erdős 4 y un número de Bacon de 2.

### Número de Stringfield
El número de Stringfield es una aplicación similar para el campo de la ufología, conectando a aquellos que han investigado colabolativamente casos de OVNI’s con Leonard H. Stringfield.

### Subastas de eBay
El 20 de abril de 2004, Bill Tozier, un investigador con un número de Erdős de 4, ofreció la posibilidad de colaboración para obtener un número de Erdős de 5 en una subasta en eBay. La oferta final fue de $1,031 USD; el ganador no obstante no tuvo intenciones de pagar, se trataba de un investigador con un número Erdős de 3, y consideró el hecho como una tontería, diciendo que los ”artículos deberían de ser trabajados y ganados, no vendidos, subastados o comprados”.
Otra subasta en eBay  ofrecía un número Erdős de 2 para un artículo prospectivo a ser enviado a la publicación “Chance” (una revista de la Asociación Estadística de Estados Unidos) acerca de la habilidad en las Series Mundiales de Poker y el Tour Mundial de Poker. La subasta cerró el 22 de julio de 2004, con una oferta ganadora de $127.40 USD. Este hecho es notable, pues con la excepción de unos cuantos artículos coescritos publicados póstumamente, 2 es el número más bajo que puede ser alcanzado ahora.

### Anécdotas
Se dice a manera de broma que el famoso beisbolista Hank Aaron tiene un número de Erdős de 1, ya que autografió una pelota de béisbol con el mismo Erdős cuando la Universidad de Emory les otorgó grados honorarios a ambos el mismo día.
Hasta junio de 2007, la facultad de ciencias de la Universidad de Memphis tiene la mayor cantidad de miembros con un número de Erdős de 1 en el mundo, con un total de cuatro. De ellos, tres investigadores se encuentran entre los diez coautores más frecuentes de Erdős.